# نقش الحنة (مسلسل)
نقش الحنة، مسلسل تلفزيوني كويتي. إنتج وعرض عام 2008 ويحكي عن قصة نقاشة الحنة «حبيبة» الذي تعاني من نظر أبناءها والمجتمع تجاة مهنتها.

## بطولة
- مريم الصالح.
- أسمهان توفيق.
- علي جمعة.
- طيف.
- علي السبع.
- مرام البلوشي.
- أحمد إيراج.
- حمد العماني.
- شيماء سبت.
- سعيد قريش.
- شذى سبت.
- مروة خليل.
- أسامة المزيعل.
- شمعة محمد.
- العنود.
- أمل عبد الكريم.
- هدى سلطان.